# Betning
Betning innebär generellt sett att ett material behandlas med en lösning av olika syror eller salter, vilket kallas betmedel. Behandlingen syftar till att göra materialet mer mottagligt för ytterligare bearbetning eller användning. Ordet är etymologiskt besläktat med betsning

## Användningsområden

### Klinisk patologi
Används för att, vid färgning av vävnad, säkerställa att färgerna binder in till respektive cellstrukturer.

### Textilier
Inom textilframställning används betning som förbehandling av textilier inför färgning. Detta görs med lösningar av salter, till exempel vinsten eller alun. Flera färgämnesgrupper är beroende av denna förbehandling för att kunna fixeras till fibermaterialet och undgå att sköljas ur vid tvätt. De färgämnen där detta inte krävs kallas direktfärgämnen.

### Färglacker
Färglacker är pigment tillverkade genom att ett pulver (t.ex. krita) färgas in med ett färgämne som är flytande eller upplöst i en vätska.. Detta förutsätter ofta betning på liknande sätt som vid textilfärgning.

### Jordbruk
Betning är också en benämning på olika typer av behandlingar av utsäde som syftar till att minimera risken för spridning av växtsjukdomar. Tidigare användes kvicksilver för att beta spannmålsutsäde, men detta förbjöds år 1966 sedan man upptäckt systematisk kvicksilverförgiftning hos såväl fröätande småfågel som hos rovfåglar. I samband med betning tillsätts vanligtvis ett färgämne som gör det lätt att skilja behandlat utsäde från obehandlat.
En svensk studie om neonikotinoider, en av jordbrukets vanligaste insektsmedel, utförd på 16 orter redovisades 2015. Studien visade att vildbin, honungsbin och humlor som samlar pollen och nektar från raps vars utsäde hade betats med neonikotinoider får i sig giftet och riskerar skador på nervsystemet med nedsättning av orienteringsförmågan som följd. Humlesamhällen växer till sämre, jämfört med obetande fält. Vildbin drabbas hårt, de reproducerar inte alls. Honungsbin klarar sig lite bättre än de andra två släktena. I obetade fält, klarar sig alla tre släkten bra, och t.o.m. frodas.

### Metallindustri
Betning kallas också förfarandet att lösa och avlägsna ytföroreningar hos exempelvis värmebehandlade och svetsade rostfria konstruktioner. För olegerade eller låglegerade stål används ofta utspädd svavelsyra. Huvudingredienser för betning av rostfritt stål är fluorvätesyra, salpetersyra och vatten. Vid betningen avlägsnas glödskal, svetsoxider, rester från slipskivor, slipband, eventuella järnföroreningar, blästermedel m.m. från den rostfria stålytan. Efter betning och riklig sköljning med vatten återställs korrosionshärdigheten hos den rostfria stålkonstruktionen.
Betning är också en nödvändig förbehandling vid förzinkning (galvanisering).

### Övrigt
Trä kan betas, med till exempel saltsyra, för att mjukas upp och bli mer formbart. Vid garvning av skinn och päls betas skinnen först, för att bli mjukare och bättre kunna ta upp garvämnena. Även ben och horn har traditionellt betats i syfte att förändra deras utseende.